# بابارار
بابارار، روستایی از توابع بخش مرکزی شهرستان دیواندره در استان کردستان ایران است.
جذاب ترین روستای جهان
با قدمتی تاریخی
با بیشترین سطح زیر کشت گندم
دارای زمین های حاصلخیز بان اگریجه و پچه رمضان

روستای با قدمت و اصالت هزار ساله

شماره تلفن مخابرات روستا
08738844000

## جمعیت
این روستا در دهستان قراتوره قرار دارد و براساس سرشماری مرکز آمار ایران در سال ۱۳۸۵، جمعیت آن ۴۶۳ نفر (۱۰۴خانوار) بوده‌است.